# Blattwespen-Glasflügler

Braunwurzblattwespen (Tenthredo scrophulariae)
zum Vergleich

Der Blattwespen-Glasflügler (Chamaesphecia masariformis), auch Faltenwespen-Glasflügler oder Kolbenwespen-Glasflügler genannt, ist ein Schmetterling aus der Familie der Glasflügler (Sesiidae). Der wissenschaftliche Name der Art leitet sich von masaris = Kolbenwespe ab.

## Merkmale

### Falter
Auffälligstes Merkmal der Falter sind ihre größtenteils durchsichtigen Flügel, an denen nur die Flügeladern, der Diskalfleck und die Flügelränder beschuppt sind. Im äußeren Erscheinungsbild ähneln sie Honigwespen (Masarinae), einigen Blattwespenarten (Tenthredinidae) oder Echten Wespen (Vespinae). Diese Mimikry schützt sie vor Fressfeinden. Die Falter erreichen eine Flügelspannweite von 16 bis 25 Millimetern. Im Bereich des Apex der Vorderflügel heben sich deutliche gelbe Längsstreifen hervor. In der Mitte befindet sich ein länglicher schwarzbrauner Diskalfleck, der vom Vorder- bis zum Hinterrand reicht. Die Hinterflügel haben eine sehr schmale dunkle Saumbinde sowie einen kleinen schwarzbraunen Diskalfleck. Die Fühler sind schwarz, außen gelb. Auf den Segmenten zwei, vier, sechs und sieben des schwarzen Abdomens befinden sich bei den Männchen gelbe, goldgelbe oder orangegelbe Ringe. Die Segmente zwei und fünf haben gleichfarbige Flecke. Weibliche Falter zeigen auf den Segmenten zwei, vier und sechs ebenso gefärbte Ringe, die meist etwas breiter angelegt sind. Sie besitzen ebenfalls einen kleinen orangegelben Fleck auf dem dritten Segment. Der Kopf sowie der Scheitel und die Seiten des Thorax sind orangegelb behaart. Die Afterbüschel sind kräftig ausgebildet und ebenfalls von orangegelber Farbe.

### Ähnliche Arten
Chamaesphecia anellata hat kräftiger gefärbte orangegelbe Apikalstreifen und Chamaesphecia proximata unterscheidet sich durch rundere Flügel.

## Geographische Verbreitung und Vorkommen
Der Blattwespen-Glasflügler ist von Süd- und Südosteuropa über Südrussland und Transkaukasien bis Zentralasien verbreitet. Er fehlt jedoch auf der Iberischen Halbinsel. Im deutschsprachigen Raum wurde er aus Niederösterreich und der Ostschweiz gemeldet. Hauptlebensraum der Art sind trockene, heiße Ruderalflächen, aufgelassene Weinberge und felsige Steppen.

## Lebensweise
Die tagaktiven Falter fliegen in den Monaten Mai bis Juli. Besonders aktiv sind sie am Nachmittag und besuchen dann gerne die Blüten verschiedener Pflanzen. Insbesondere wurden sie an Johanniskrautblüten (Hypericum perforatum) beobachtet. Die Raupen leben einjährig in den Wurzelstöcken verschiedener Königskerzenarten (Verbascum). Gelegentlich wurden sie auch in Braunwurz (Scrophularia canina) gefunden. Sie verpuppen sich im Frühjahr im oberen Teil des Wurzelstocks in einem Kokon, der einige Millimeter über die Erdoberfläche hinaus ragt.